# Víktor Báluda
Víktor Mijáilovich Báluda (en ruso: Ви́ктор Миха́йлович Ба́луда, n. 30 de septiembre de 1992, Moscú, Rusia) es un tenista profesional de Rusia.

## Carrera
Su ranking más alto a nivel individual fue el puesto n.º 290, alcanzado el 23 de septiembre de 2013. A nivel de dobles alcanzó el puesto n.º 122 el 21 de abril de 2014.
Ha ganado hasta el momento 3 títulos ATP Challenger Series, todos ellos en la modalidad de dobles.

### Copa Davis
En el año 2013, debutó en el Equipo de Copa Davis de Rusia, en los cuartos de final del grupo I de Europa/África. Fue en modalidad de dobles, y su pareja fue Ígor Kunitsyn, fueron derrotados ante la pareja británica conformada por Colin Fleming y Jonathan Marray por 1-6 4-6 2-6.

## Títulos; 3 (0 + 3)
| Leyenda                        | Individuales | Dobles |
| ------------------------------ | ------------ | ------ |
| Grand Slam (tenis)\|Grand Slam | 0            | 0      |
| ATP World Tour Finals          | 0            | 0      |
| ATP World Tour Masters 1000    | 0            | 0      |
| ATP World Tour 500 Series      | 0            | 0      |
| ATP World Tour 250 Series      | 0            | 0      |
| ATP Challenger Series          | 0            | 3      |

### Dobles
| N.º | Fecha      | Torneo                | Superficie    | Compañero             | Oponentes en la final           | Resultado       |
| --- | ---------- | --------------------- | ------------- | --------------------- | ------------------------------- | --------------- |
| 1.  | 05.05.2013 | Challenger de Yunnan  | Tierra batida | Dino Marcan           | Samuel Groth John-Patrick Smith | 6-75, 6-4, 10-7 |
| 2.  | 17.08.2013 | Challenger de Kazan   | Dura          | Konstantín Kravchuk   | Ivo Klec Jürgen Zopp            | 6-3, 6-4        |
| 3.  | 02.08.2014 | Challenger de Segovia | Dura          | Alexander Kudryavtsev | Brydan Klein Nikola Mektić      | 6-2, 4-6, 10-3  |